# 1234 (Propaganda)
1234 è il secondo album del gruppo tedesco Propaganda, pubblicato dall'etichetta discografica Charisma Records il 12 giugno 1990.
L'album è stato realizzato dall'unico membro allora rimasto del gruppo, Michael Mertens. La ex cantante dei Propaganda Susanne Freytag compare in due tracce, e alcuni brani sono stati scritti dall'altro ex membro, Ralf Dörper prima di lasciare il gruppo.
All'album hanno partecipato alcuni artisti e musicisti di rilievo, come David Gilmour, Howard Jones e Pino Palladino. La copertina è stata disegnata da Neville Brody.

## Tracce
1. Vicious Circle – 4:54 (R. Dörper, D. Forbes, M. Mertens, B. Miller)
2. Heaven Give Me Words – 5:11 (H. Jones, M. Mertens, I. Stanley)
3. Your Wildlife – 6:31 (D. Forbes, C. Hughes, H. Jones, M. Mertens, B. Miller, I. Stanley)
4. Only One Word – 5:51 (R. Dörper, D. Forbes, M. Mertens, B. Miller)
5. How Much Love – 5:51 (D. Forbes, M. Mertens, B. Miller)
6. Vicious (Reprise) – 1:36 (R. Dörper, D. Forbes, M. Mertens, B. Miller)
7. Ministry of Fear – 7:18 (D. Forbes, M. Mertens)
8. Wound in My Heart – 5:41 (R. Dörper, D. Forbes, M. Mertens, B. Miller)
9. La carne, la morte e il diavolo – 5:52 (M. Mertens)